# BBC iPlayer
El BBC iPlayer és un servei de vídeo sobre demanda de la BBC, llançat el 25 de desembre de 2007.
El servei està disponible en una àmplia gamma de dispositius, com ara telèfons mòbils i tauletes, ordinadors i televisors intel·ligents. Permet als residents del Regne Unit l'accés als programes i continguts de la corporació sense anuncis, així com a la televisió en directe per a tots els seus canals. Cal una llicència de televisió per utilitzar el servei, ja que al país l'accés a qualsevol contingut de la BBC emès o sota demanda és un delicte.
Es pot accedir a l'iPlayer des d'un navegador web, però també està o estava disponible a través de diverses plataformes i proveïdors, inclosos dispositius mòbils i consoles de jocs, com ara PlayStation 3, PlayStation 4, Wii, Wii U, Xbox 360, Xbox One i PlayStation 5. La versió de Wii es va tancar el 10 de febrer de 2015 i la de Wii U el 16 de gener de 2017.